# Alexandr III. (patriarcha antiochijský)
Alexandr III. (světským jménem: Tahan; 9. května 1869, Damašek – 17. června 1958, tamtéž) byl patriarcha antiochijský.

## Život
Narodil se 9. května 1869 v Damašku.
Navštěvoval patriarchální školu a 12. května 1886 byl postřižen na monacha. Roku 1894 dokončil Teologickou školu Chalki a stal se učitelem ve školách Hemeské metropolie.
Od září 1897 do dubna 1900 studoval na Kyjevské duchovní akademii.
Dne 20. dubna 1900 jej patriarcha Meletios II. rukopoložil na hierodiakona a stejného roku na jeromonacha. Přijal mnišské jméno Alexander. Byl poslán do Moskvy, aby zde řídil antiochijské podvorje.
Roku 1902 byl povýšen na igumena a roku 1903 metropolitou moskevským Bogojavlenským na archimandritu.
Dne 30. listopadu 1903 byl rukopoložen na metropolitu tarského a adanského.
Dne 21. ledna 1908 se stal metropolitou tripoliským.
Po smrti patriarchy Řehoře IV. v prosinci 1928 se po volbě jeho nástupce sedm biskupů vyslovilo pro metropolitu latakijského Arsenia a ostatní pro metropolitu Alexandra. Volba a konfrontace obou stran vyvolala znepokojení ostatních patriarchátů. O vyřešení situace usilovala také Francie. Po smrti metropolity Arsenia roku 1931 byl Alexandr všemi uznán jako patriarcha.
V únoru 1945 byl přítomen při intronizaci moskevského patriarchy Alexije I. Podle zveřejněných dokumentů Rady pro záležitosti Ruské pravoslavné církve pravidelně pobíral od Sovětského svazku peněžní dávky ve výši 20 tisíc amerických dolarů, které byly ročně převáděné pod rouškou příjmu antiochijského podvorje v Moskvě.
Zemřel 17. června 1958 v Damašku.